# Lijst van oorlogsmonumenten op Vlieland
De Nederlandse gemeente Vlieland heeft 3 oorlogsmonumenten. Hieronder een overzicht.
| Nr.  | Object                                | Herdachte groep                                                      | Ontwerper                                   | Onthulling | Type               | Locatie                  | Plaats   | Coördinaten                   | Foto              |
| ---- | ------------------------------------- | -------------------------------------------------------------------- | ------------------------------------------- | ---------- | ------------------ | ------------------------ | -------- | ----------------------------- | ----------------- |
| 1633 | Monument op de Algemene begraafplaats | militairen in dienst van het Ned. Kon. 1940-1945, burgerslachtoffers | Steenhouwerij Arends                        | 4 mei 1987 | gedenksteen        | bij Kerkplein 7, 8899 AW | Vlieland | 53° 17' 47" NB, 5° 3' 56" OL  | Meer afbeeldingen |
| 3622 | Brits ereveld                         | geallieerde militairen                                               | Sir Reginald Blomfield (ontwerp Offerkruis) |            | begraafplaats/graf | bij Kerkplein 7, 8899 AW | Vlieland | 53° 17' 47" NB, 5° 3' 56" OL  | Meer afbeeldingen |
| 3657 | Monument voor verongelukte Stirling   | geallieerde militairen                                               |                                             |            | plaquette          | Postweg 7, 8899 BZ       |          | 53° 16' 22" NB, 4° 58' 50" OL | Meer afbeeldingen |

Achtkarspelen ·
Ameland ·
Dantumadeel ·
De Friese Meren ·
Harlingen ·
Heerenveen ·
Leeuwarden ·
Noardeast-Fryslân ·
Ooststellingwerf ·
Opsterland ·
Schiermonnikoog ·
Smallingerland ·
Súdwest-Fryslân ·
Terschelling ·
Tietjerksteradeel ·
Vlieland ·
Waadhoeke ·
Weststellingwerf